# Skalli
Skalli (auch Skoll, Skøll, Skjøll) ist in der nordischen Mythologie ein Wolf, der die Sonne verfolgt.
Er stammt nach der Edda von Fenrir (dem Fenriswolf) und der Riesin Gyge ab, welche ihn im Wald Jarnwid zur Welt brachte. Sein Zwillingsbruder Hati verfolgt den Mond. Die Herkunft des Namens Skalli wird in der Literatur als „Schatten“, „Stürmer“, „Spötter“ oder „Trug“ angegeben. Skalli jagt den Sonnenwagen der Sonnengöttin Sol über den Himmel und treibt so die Sonne zur Eile an. Bei einer Sonnenfinsternis kommt er der Sonne gefährlich nah. Am Tag des Weltunterganges (Ragnarök) werden die Wölfe die Gejagten einholen und verschlingen. 